# منتخب الإكوادور لكرة القدم الشاطئية
منتخب الإكوادور لكرة القدم الشاطئية (بالإسبانية: Selección de fútbol playa de Ecuador)‏ هو ممثل الإكوادور الرسمي في المنافسات الدولية في كرة قدم شاطئية.